# Българан е галант
Комедията „Българан е галант“ е първият български игрален филм. Прожектиран е за първи път на 13 януари 1915 г. и съобразно технологиите в киното по това време, филмът е черно-бял и „ням“. Сценарист, режисьор и изпълнител на главната роля е Васил Гендов. По време на бомбардировките на София са останали едва 1 – 2 кадъра от него.

## Сюжет
Внимание:  Текстът по-долу разкрива сюжета на произведението (или части от него)!
Елегантният и обичащ приключенията Българан среща на улицата млада дама и започва да я ухажва. Тя решава да даде добър урок на натрапника и му предлага да я придружи до пазара, където прави покупки с щедра ръка. Изненадана, тя открива, че не носи пари и моли ухажора си да ѝ даде назаем. Той се съгласява.
Дамата води Българан в луксозно заведение и за негова сметка поръчва скъпи напитки и закуски. После натоварва кавалера с пакетите и го повежда към дома си. По пътя среща своя съпруг и му предлага да извикат файтон и да освободят „носача“. Двамата потеглят пред смаяния Българан, който получава дребна монета за извършената услуга.
Първият български филм е плод на упоритостта, амбицията и изключителната влюбеност на Васил Гендов в кинематографа.

## Актьорски състав
- Васил Гендов – Българан
- Мара Миятева-Липина – Младата дама
- Ангелов – Съпругът на дамата
- Методи Станоев – Първи минувач
- Антон Делбело – Клиент в ресторант
- Тодор Стамболиев – Втори минувач